# Heteropoda raveni
Heteropoda raveni là một loài nhện trong họ Sparassidae.
Loài này thuộc chi Heteropoda. Heteropoda raveni được Hugh Davies miêu tả năm 1994.